# Globoloculina
Globoloculina es un género de foraminífero bentónico de la subfamilia Miliolinellinae, de la familia Hauerinidae, de la superfamilia Milioloidea, del suborden Miliolina y del orden Miliolida. Su especie tipo es Globoloculina conversa. Su rango cronoestratigráfico abarcaba desde el Oligoceno superior hasta el Mioceno superior.

## Clasificación
Globoloculina incluye a la siguiente especie:
- Globoloculina conversa †